# Châteaugay (AOC)
Pour la commune, voir Châteaugay.
Le châteaugay est un vin français d’appellation d'origine contrôlée (AOC) et d'appellation d'origine protégée (AOP). C'est l'une des cinq dénominations géographiques de l'AOC côtes-d'auvergne. Ce vin est produit sur la commune de Châteaugay, dans la région Auvergne-Rhône-Alpes.
Il peut s'agir d'un vin rouge, rosé, ou blanc. Le cépage dominant est le gamay, il est aussi produit du chardonnay et du pinot noir.

## Histoire[3]

### Antiquité
Au milieu du premier siècle av. J.-C., lors de la conquête des Gaules par Jules César, il n'y avait aucune viticulture dans l'Auvergne. La présence de vignes est confirmée par les lettres de Sidonius Apollinaris, où il mentionne les vignes à proximité de sa résidence, sur les rives du lac d'Aydat.

### Moyen Âge
La période du Haut Moyen Âge, du Ve au Xe siècle, marque l'essor du vignoble auvergnat.
Dès le Xe siècle, une hausse des températures amène les vignerons à planter jusqu'à 1 000 mètres en altitude.
Au cours du XIe siècle, la surface plantée en vignes est estimée à 10 000 hectares, et est divisée en parcelles. Chaque parcelle possède une surface de 0,20 à 0,80 hectare, ce qui permet d'avoir un grand nombre de viticulteurs et ainsi de produire une multitude de cépages.
L'expansion du vignoble auvergnat sera limitée dès 1337 par la guerre de Cent Ans, puis en 1347 par la peste.
En 1381, Pierre II de Giac édifie le château de Charles VI dans la ville de Châteaugay. Les vins de Châteaugay sont alors déjà appréciés dans la cour du Roi.

### Période moderne
Dès le début du XVIe siècle, le roi Henri IV loue la qualité et le caractère des vins auvergnats. Cela permet au vignoble d'Auvergne d'acquérir ses lettres de noblesse.
La fin du XVIIe siècle marque l'âge d'or des vins d'Auvergne avec des crus devenus célèbres, comme le Chanturgue, le Corent et le Châteaugay.

### Période contemporaine

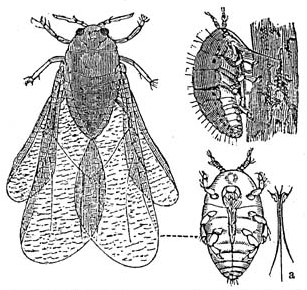
Phylloxéra

#### XIXesiècle
Les années 1800 marquent à la fois la prospérité des vins d'Auvergne mais aussi l'arrivée du phylloxéra, qui ruina entièrement la production vers la fin du XIXe siècle.
En 1855, l'arrivée du premier chemin de fer permet de dynamiser le commerce, permettant la création d'un nouveau marché via les distributeurs de vin.
En 1860, 25 000 hectares de vignes sont plantées en Auvergne. Avant 1890, il y avait environ 45 000 hectares, soit deux fois la taille du vignoble actuel du Beaujolais et la même superficie que celle plantée en blé dans l'Auvergne d'aujourd'hui. Ce département était le troisième plus grand producteur de vin en France, après l'Hérault et l'Aude.
À la fin du XIXe siècle, l'arrivée du phylloxéra fait entièrement disparaître tout souvenir d'une quelconque réputation passée. Toute la production fut ruinée.

#### XXesiècle
Au début des années 1900, le secteur viticole auvergnat connait un déclin sérieux. De plus, après la Première Guerre mondiale, il n'y eut plus aucune nouvelle plantation de vignes.
En 1929, l'appellation Châteaugay est attribuée.
En 1935, Jean-Claude Noëllet, maire d'Aubière, crée la première coopérative du Puy-de-Dôme, La Clermontoise.
En 1948, les vignerons de la région ont fondé la Confrérie des Compagnons du Bousset d'Auvergne afin de promouvoir les vins du Puy-de-Dôme et de l'Auvergne en général.
En 1991, Jean Marie Crochet, Président du Groupe Limagrain investit dans le vignoble auvergnat en reprenant la Cave Coopérative, qui devient la Cave Saint-Verny. Ceci marque le renouveau du vignoble des côtes-d'auvergne.
L'arrêté du 17 mai 1951 permet la définition d'un AOVDQS "Côtes-d'Auvergne" sur 4 communes : Châteaugay, Clermont-Ferrand (Chanturgue), Corent, et Riom (Madargue).
L'arrêté de 1977, permet d'obtenir le label AOVDQS "Côtes-d'Auvergne", mettant fin aux deux anciens labels VDQS. Celui-ci s'applique pour 53 communes.
L'AOC a été obtenue le 16 novembre 2010 pour l'ensemble de l'aire AOVDQS et les 5 crus du territoire.
Aujourd'hui, cinq appellations locales sont encore reconnues, du nord au sud : Madargue (12 ha) ; Châteaugay (64 ha) ; Chanturgue (6 ha) ; Corent (32 ha) ; Boudes (45 ha).

## Situation géographique

### Géologie
Le sous-sol est calcaire et il est recouvert de cendres volcaniques. Les sols sont donc granitiques et sableux, composés de roches volcaniques et de basalte. C'est le gamay vinifié qui convient le mieux à ce sous-sol calcaire.

## Vignoble

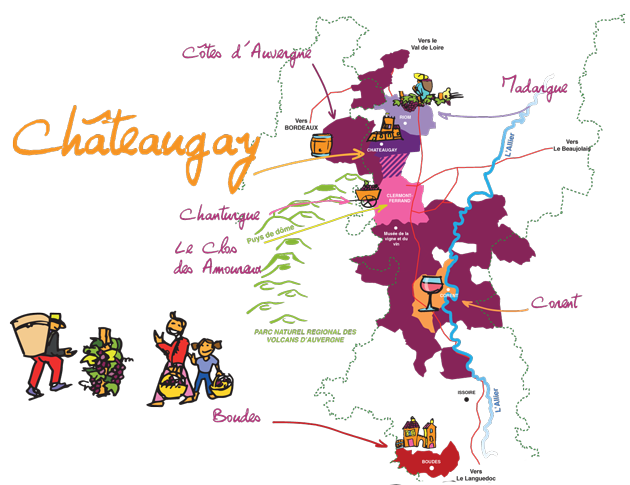
Carte de la répartition des côtes-d'auvergne

Le vignoble du Châteaugay est le territoire le plus étendu du vignoble des côtes-d'auvergne.
Ce vignoble est composé de petites parcelles s'étendant sur un paysage vallonné, comprenant les communes de Châteaugay, Ménétrol et Cébazat, situées dans la partie nord de l’agglomération clermontoise.
La superficie totale du vignoble est d’une centaine d’hectares, dont 64 hectares entrant dans le cadre de la dénomination géographique complémentaire, ou “cru” de Châteaugay.

## Vins
|              | Vin rouge (le seul AOC-AOP)                | Vin rosé                                              | Vin blanc                            |
| ------------ | ------------------------------------------ | ----------------------------------------------------- | ------------------------------------ |
| Cépage(s)    | Gamay (principal), Pinot noir (accessoire) | Gamay, Pinot noir                                     | Chardonnay                           |
| Couleur      | Rubis foncé                                | Couleur légère, pouvant prendre des teintes saumonées | Blanc                                |
| Arômes       | Fruités et épicés                          | Agrumes                                               | Aromatique                           |
| Structure    | Fin, équilibré, long en bouche             | Belle acidité                                         | Gras et très long en bouche, élégant |
| Conservation | Entre 3 et 5 ans                           | Aucune donnée                                         | Une dizaine d'années                 |